# Teodozjusz Wasilewicz
Teodozjusz, nazwisko świeckie Wasilewicz (zm. 1 maja 1678) – biskup prawosławny I Rzeczypospolitej.

## Życiorys

### Młodość
Pochodził z plebejskiej rodziny z Wilna. Podstawową edukację odebrał w szkole prowadzonej w tymże mieście przez prawosławne bractwo. Życie monastyczne rozpoczął w prowadzonym pod jego opieką monasterze Świętego Ducha. W latach 40. XVII w. pełnił już obowiązki przełożonego monasteru św. Michała Archanioła w Kijowie.

### Archimandryta
W czasie powstania Chmielnickiego kilkakrotnie podróżował na ziemie litewskie. W 1654 na krótko opowiedział się za inkorporacją metropolii kijowskiej do Patriarchatu Moskiewskiego i był autorem kilku czołobitnych listów do cara Aleksego I. Sam Bohdan Chmielnicki w liście do cara nazywał go świętym, doświadczonym i wielce mądrym człowiekiem, wiernym carowi i prawosławiu. Jednak już w 1655 Teodozjusz zmienił stanowisko i opowiedział się za zachowaniem dotychczasowej jurysdykcji metropolii kijowskiej. Oburzony car zażądał od patriarchy moskiewskiego i całej Rusi Nikona obłożenie archimandryty anatemą, czego duchowny odmówił, tłumacząc, że nie ma prawa ingerować w ten sposób w działalność administratury niebędącej mu podległą. Mimo to naciski rosyjskie sprawiły, że Teodozjusz Wasilewicz musiał zrezygnować ze sprawowanej godności i przekazać ją Teodozjuszowi Safonowiczowi, reprezentującemu orientację prorosyjską.
Po wyjeździe z Kijowa Teodozjusz Wasilewicz został archimandrytą monasteru Trójcy Świętej w Słucku, jednego z najważniejszych klasztorów prawosławnych w Rzeczypospolitej. W 1655 był obecny w obozie Janusza Radziwiłła pod Mohylewem i starał się przekonać mieszkańców miasta do oddania go w ręce dowodzonych przez niego wojsk. Sympatyzował z Kozakami, blisko przyjaźnił się z Iwanem Wyhowskim, współpracował ponadto z metropolitą kijowskim Dionizym. Mimo bliskich relacji z Kozakami dbał, by podległe mu wspólnoty monastyczne (klasztor w Słucku i jego filie) zachowywały lojalność wobec Rzeczypospolitej.
Początkowo Teodozjusz Wasilewicz pozostawał w dobrych stosunkach z Bogusławem Radziwiłłem i służył nawet jako pośrednik w jego kontaktach z Kozakami. W 1660 relacje te jednak uległy zdecydowanemu pogorszeniu z powodu konfliktu Radziwiłła z archimandrytą słuckim i przełożonym Monasteru Leszczyńskiego archimandrytą Józefem o spadek po Marii Radziwiłłowej, żonie Janusza Radziwiłła. Rok wcześniej zapisała ona w testamencie 600 tys. złotych dla ławry Pieczerskiej, monasterów w Wilnie, Jewiach, Kupiatyczach, Kroniach, Mińsku oraz w Zabłudowie. Bogusław Radziwiłł odmówił wypłaty spadku i zarzucił kapelanowi zmarłej, ks. Wołosiewiczowi, archimandrycie Józefowi Nielubowiczowi-Tukalskiemu oraz archimandrycie Teodozjuszowi sfałszowanie testamentu. Mimo konfliktu Bogusław Radziwiłł w dalszym ciągu korespondował z duchownym i udzielał mu różnego rodzaju wsparcia, np. opłacając asystę wojskową, gdy ten udawał się do Warszawy na sejm. Teodozjusz nie cieszył się już jednak pełnym zaufaniem magnata, a jego relacje z Radziwiłłami pogorszyły się jeszcze pod wpływem jego własnych ambicji. Archimandryta należał przy tym do najbardziej wpływowych duchownych prawosławnych w Rzeczypospolitej. W 1658 kierowany przez niego monaster stał się tymczasową rezydencją metropolity kijowskiego Dionizego, zaś w 1663 reprezentował biskupa lwowskiego Józefa na soborze lokalnym, który miał dokonać wyboru nowego metropolity. W ocenie współczesnych dramatyczny przebieg wymienionego soboru, rozłam wśród delegatów i ostateczna elekcja Józefa Nielubowicza-Tukalskiego wynikały z działań archimandryty słuckiego.
Po wyborze Józefa Nielubowicza-Tukalskiego na metropolitę Teodozjusz Wasilewicz został mianowany namiestnikiem metropolity w Wielkim Księstwie Litewskim, co oznaczało oddanie w jego ręce nadzoru nie tylko monasteru w Słucku i jego placówek filialnych, ale i pozostałych klasztorów na czele z monasterem Świętego Ducha w Wilnie oraz parafii obsługiwanych przez białe duchowieństwo. Opiekunowie nieletniej córki Bogusława Radziwiłła Ludwiki Karoliny bezskutecznie dążyli do usunięcia go ze Słucka.

### Biskup
W 1664 zjazd duchowieństwa i świeckich eparchii białoruskiej wskazał Teodozjusza jako jednego z kandydatów na urząd biskupa białoruskiego. W związku z tym w 1669 duchowny przyjął chirotonię biskupią w Mohylewie z rąk metropolity Gazy Paisjusza. W 1670 zrezygnował jednak z ubiegania się o ten urząd na rzecz Józefa Szumlańskiego. Dwa lata później to on uzyskał jednak przywilej królewski na katedrę białoruską. Teodozjusz zawdzięczał zgodę króla na chirotonię biskupią gestom prounijnym. Jeszcze w 1670 duchowny w czasie spotkania z nuncjuszem papieskim przedstawił projekt nowej unii katolicko-prawosławnej. Stał się on przedmiotem rozmów przedstawicieli obydwu wyznań, jednak ostatecznie został odrzucony. Co więcej, Teodozjusz nie zaangażował się więcej w sprawę rozszerzenia unii brzeskiej, lecz do końca życia opowiadał się za zachowaniem w Rzeczypospolitej Kościoła prawosławnego w dotychczasowym kształcie.
Nadanie przywileju na katedrę mohylewską biskupowi prawosławnemu, a nie unickiemu, zostało gwałtownie oprotestowane przez unickiego metropolitę Gabriela Kolendę i jego koadiutora Cypriana Żochowskiego. Zarzucili oni Teodozjuszowi, że jako osoba o plebejskim pochodzeniu bezprawnie przyjął przywilej. Protest unickich hierarchów sprawił, że w styczniu 1673 biskup Teodozjusz został wezwany przed sąd królewski, który odebrał mu nadany przywilej. Duchowny nie stawił się na procesie i de facto jednak nadal kierował strukturami prawosławnymi w Wielkim Księstwie Litewskim, rezydując jednak nie w Mohylewie, jak jego poprzednicy, a w monasterze Trójcy Świętej w Słucku, który jego staraniom został odbudowany ze zniszczeń wojennych.
Teodozjusz Wasilewicz zmarł w 1678 w Lublinie lub – co bardziej prawdopodobne – w Zdzięciole. W tej ostatniej miejscowości został także pochowany. Mowę pogrzebową wygłosił w czasie uroczystości Dymitr (Tuptało).

### Stosunek do Żydów
W okresie sprawowania urzędu archimandryty słuckiego, a następnie biskupa białoruskiego Teodozjusz Wasilewicz znalazł się w ostrym konflikcie z miejscową społecznością żydowską. Duchowny popierał działania prawosławnych kapłanów dążących do nawracania Żydów, ścigał tych konwertytów z judaizmu, którzy potajemnie wrócili do poprzedniej religii, jak również potępiał chrześcijan pracujących dla Żydów. Antysemityzm hierarchy był kolejną przyczyną jego konfliktu z Radziwiłłami birżańskimi, którzy z reguły odnosili się do tej społeczności w tolerancyjny sposób.